# Мигинго
Мигинго — остров на озере Виктория. Является предметом территориального спора между Кенией и Угандой.
Большинство источников указывает, что площадь острова 2 тыс. м², а население 131 человек (перепись 2009 года), по оценке 2018 — более 400 человек. Это делает его одним из самых густонаселённых островов в мире.
По данным Института исследований в области безопасности, площадь Мигинго составляет около акра (то есть около 4 тыс. м²), а население по данным на 2011 год — около 1000 человек.
В 1991 году на остров, который не был заселён, перебралось двое кенийских рыбаков, пригласив старого мага, который провёл обряд по изгнанию злого духа.
На острове Усинго, который расположен рядом и значительно больше, никто не проживает, поскольку считают, что туда перебрались духи с Мигинго.
Быстрое заселение острова объясняются выловом у него нильского окуня. Семья рыбаков с его продажи за неделю может получить 200—250 долларов. В соседних странах такую сумму зарабатывают за два-три месяца.
В начале 2000-х годов на остров обратили внимание власти Уганды. Они решили обложить рыбаков налогами, предложив им защиту от пиратов. В 2009 году Кения и Уганда чуть не начали войну за остров. Граница между этими странами не урегулирована, и остров находится в совместном управлении. Рыбаки платят налоги в размере половины дохода.